# Eleutherodactylus minutus
Espèce
Synonymes
- Eleutherodactylus abbotti minutus Noble, 1923

Statut de conservation UICN

 EN B1ab(iii)+2ab(iii) : En danger
Eleutherodactylus minutus est une espèce d'amphibiens de la famille des Eleutherodactylidae.

## Répartition
Cette espèce est endémique de la République dominicaine. Elle se rencontre de 880 à 2 300 m d'altitude dans la cordillère Centrale.

## Publication originale
- Noble, 1923 : Six new batrachians from the Dominican Republic. American Museum Novitates, no 61, p. 1-6 (texte intégral).